# Pulstar
Pulstar est un jeu vidéo de type shoot 'em up développé par Aicom et édité par SNK en 1995 sur Neo-Geo MVS, Neo-Geo AES et Neo-Geo CD (NGM 089),,.

## Bande originale
Pony Canyon / Scitron sortent la bande originale sur le CD 21 octobre 1995 (Pulstar - PCCB-00192).